# Hasan Kâmil Sporel
Hasan Kâmil Sporel (* 1894 in Istanbul; † 27. April 1969) war ein türkischer Fußballspieler und Manager.

## Karriere
Sporel begann mit dem Fußballspielen als Schüler des Galatasaray-Gymnasiums. Anschließend wechselte er 1911 zum Rivalen Fenerbahçe. 1914 studierte er in den Vereinigten Staaten und spielte dort in der Universitätsmannschaft; er erhielt dort aufgrund seiner Fähigkeiten in der Abwehr in Anlehnung an die Schlacht von Gallipoli den Spitznamen Dardanelle. Beim ersten Spiel der türkischen Nationalmannschaft im Jahr 1923 gegen Rumänien stand er in der Startaufstellung und war Kapitän. Nach seiner Rückkehr in die Türkei spielte Sporel bis zu seinem Karriereende bei Fenerbahçe. Nach seinem Karriereende war er von 1960 bis 1961 Präsident bei Fenerbahçe.

## Trivia
Sporel war der erste Spieler von Fenerbahçe, der ein Tor gegen den Erzrivalen Galatasaray erzielte. 